# Allaoua Zerrouki
Pour les articles homonymes, voir Zerrouki.

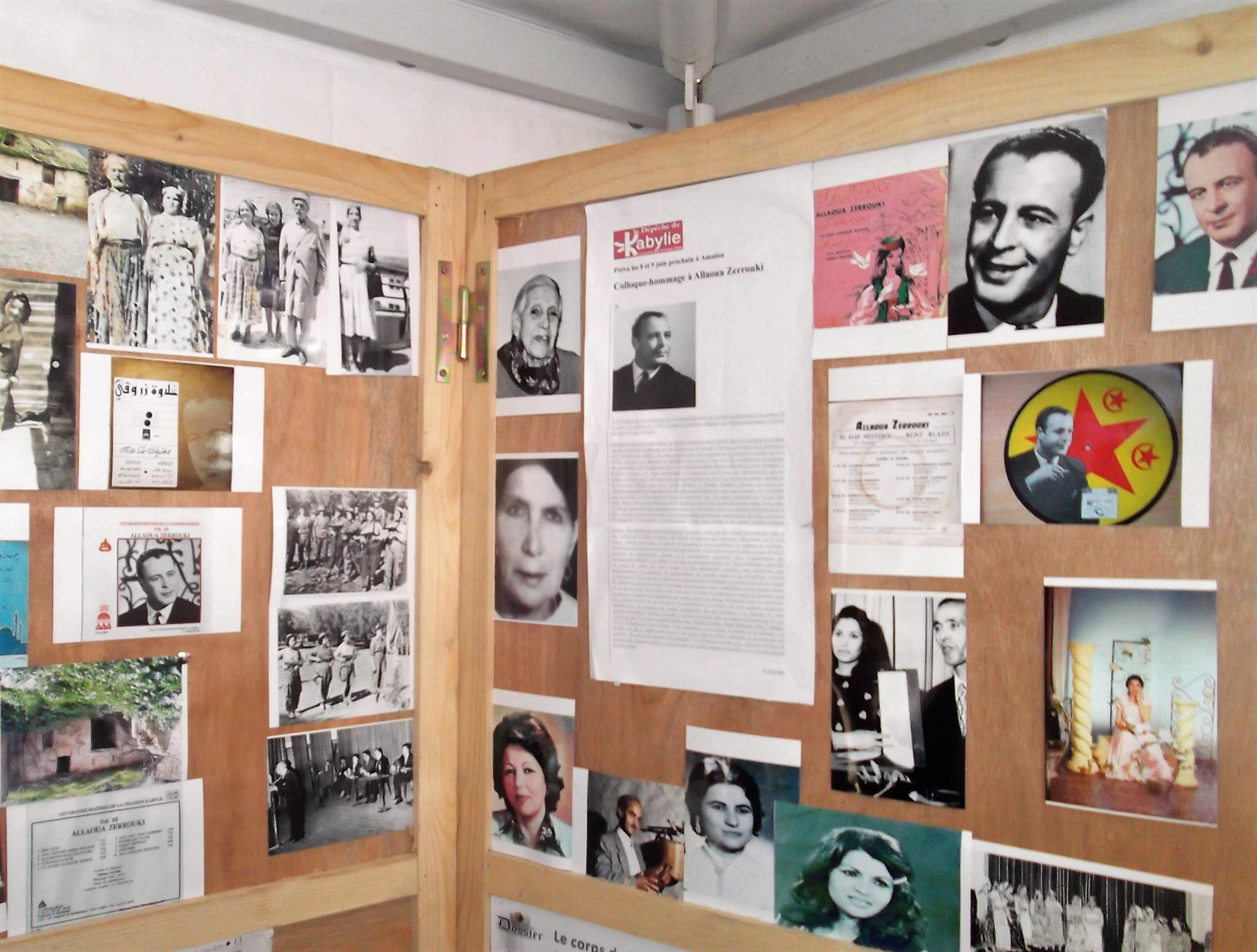
Musée certainement minime devant le talent du ténor, mais un immense début.

Allaoua Zerrouki, (ou Zerrouki Allaoua, surnommé "Le Rossignol" par Pathé Marconi), en kabyle : Ɛellawa Zerruqi, né le 5 juillet 1915 à Amalou en Kabylie (Algérie), et mort le 17 novembre 1968 à Paris en France, est un auteur-compositeur-interprète, poète Kabyle.

## Biographie

### Enfance
Il est né le 5 juillet 1915 à Amalou, village Kabylie situé sur les hauteurs de Seddouk, Béjaïa en Algérie. Dans cette région d’Aït Aïdel, son père, Seghir Ben Arezki, faisait office d’imam. Le père du petit Allaoua a refusé d’inscrire son fils à l’école des indigènes ou à celle des missionnaires chrétiens installés à Ighil Ali. Donc, le futur artiste s’est retrouvé, dès son enfance, affecté aux différents travaux de champs. En compagnie des autres enfants de son âge, il s’est mis à apprendre les textes coraniques et à jouer de la flûte qu’il fabriquait de ses propres mains avec des tiges de roseau. Arrivé à un certain âge, il sentit le besoin de prospérer ailleurs.

### Carrière
Il atterrit à Béjaïa, capitale des Hammadites, où il a eu à exercer, entre autres, le métier de coiffeur. Là, il commença sa carrière artistique par la chanson andalouse qui révéla de suite la voix rarissime du ténor. Cheikh Saddek Abdjaoui, subjugué par cette voix, caractérisée par un aigu puissant et étendu, l’orienta directement vers la chanson kabyle. Les premiers à l’avoir initié au rythme, au bendir, à la flûte et aux instruments à cordes, étaient Boudjemaâ Kadim, Mahmoud Baâli et Larbi Abdelwahab. Quelque temps plus tard, il s’envola pour la France où, à son arrivée, il s’est introduit dans le milieu artistique. Ce fut ainsi qu’en 1948, il sortit son premier disque chez Pathé Marconi. Une chanson en arabe intitulée Ya Iahbab, elyoum kiffah (Amis, c'est aujourd’hui la révolution) qui est un hymne à la patrie, et une autre en kabyle au titre farfelu Tilifoun sonni sonni (Le téléphone sonne, sonne) sur son expérience de la vie dans les mines. Ses compositions ont pour thématique générale les affres de l’exil, la séparation avec les siens, la bien-aimée et la nostalgie du pays.
Ces qualités réunies définissaient l’artiste que fut Zerouki Allaoua qui, en s’aidant d’un verbe générateur d’émotions fortes et d’airs envoûtants sortis des entrailles de nos montagnes, a bercé bien des générations.
En Janvier 1952, il épousa sa cousine maternelle Nouara Azzoug  après un long refus de père de celle-ci. Fin 1952, ils ont eu leur premier fils Seghir et en 1954, il se sépara de sa femme qui avait mis une autre fille au monde, fin 1954 (Akila) alors que Allaoua se trouvait en France à cette époque.

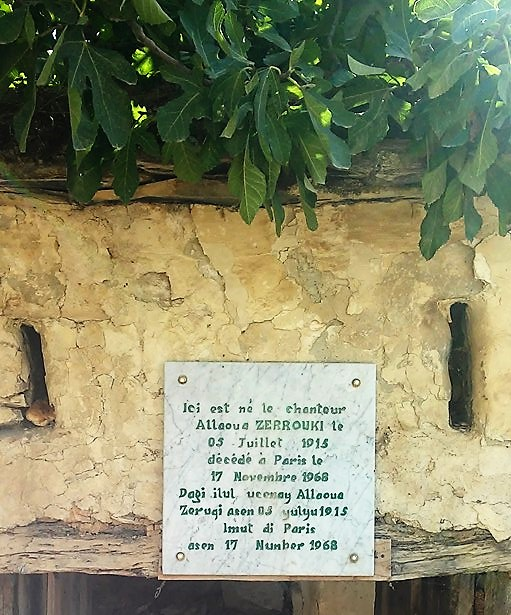
Plaque commémorative dans la maison natale du ténor.

En 1959, il s’est produit à la salle Ibn-Khaldoun (ex-Pierre Bordes) et la soirée fut filmée par une équipe de la télévision. Qu’est-il advenu de la fameuse bande d’enregistrement ? Nul ne le sait ! En 1965, accompagné par l’orchestre de Cheikh Missoum, il s’est produit un peu partout en Algérie dans le cadre d’une tournée qui s’est avérée, par la suite, comme étant l’ultime. Il a saisi cette opportunité pour enregistrer. Au cours de toute sa carrière, il a eu à interpréter quelque trente chansons dont une vingtaine seulement se trouve répertoriée dans les archives de la Chaîne II. Les plus connues sont : Zhar ulach (pas de chance), A tasekkurt (ô perdrix), El-Babur (ô bateau !), Sidi-Aïch , Tskhilek attir (Je t’en prie oiseau), Lewjab n wassen (supplice de l’autre jour), Dacu iguervah (Qu’a-t-il gagné ?); dernière chanson enregistrée et qui figure sur le disque mis sur le marché vers la fin des années 1960. Zerrouki Allaoua doit, en partie, sa célébrité à la flexibilité de sa voix et à sa grande maîtrise des techniques du chant.
En route vers Avignon pour un gala, en compagnie de Dahmane El Harrachi, un accident de voiture a stoppé net l’élan d'Allaoua Zerrouki. Même s’il a survécu au drame cela n’a pas été, malheureusement, sans laisser de terribles séquelles.
Zerrouki Alloua, n'a cessé de chanter au fil de ses chansons, les afres de l'exil , la séparation des siens, son amour éternel à la femme de sa vie.

## Décès
Le 17 novembre 1968, il rendit l’âme dans un hôpital parisien. Lors de son enterrement, ayant eu lieu au Thiais, il fut accompagné par bon nombre de ses proches, amis et admirateurs vivant en terre d’exil. Ainsi, la voix du rossignol s’est éteinte à jamais. Cependant, son nom se voit inscrit en lettres d’or dans les pages d’histoire de la musique kabyle.
Il a légué à la postérité un répertoire de plus de 30 chansons et a bercé de ses mélodies plusieurs générations de mélomanes.

## Discographie
Les plus connues sont : 
- Ẓher ulach (Pas de chance),
- A tasekkurt (Ô perdrix),
- Lbabuṛ (Ô bateau !),
- Sidi-aich ,
- Ttxil-k a ṭṭir (Je t’en prie oiseau),
- Lewjab n wassen (Supplice de l’autre jour),
- Dacu i yerbeḥ (Qu’a-t-il gagné ?),
- Aya Aziz Atas Itezhir,